# Vatrogasna zabava Vol.2
Vatrogasna zabava vol.2 je drugi album hrvatskog glazbenog sastava "Vatrogasci". Također je jedan od četiri albuma iz serije "Vatrogasna zabava".

## Popis pjesama
1. "E, pa šta" (3:10)
  - glazba: Tihomir Borošak
  - stihovi: Vladimir Pavelić
2. "Quantanamera" (3:17)
  - glazba: kubanska narodna ("Guantanamera")
  - stihovi: Tihomir Borošak
3. "Nema ograničenja" (4:05)
  - glazba: J.-P. de Coster/P. Wilde/R. Slijngaard/A.Dells (2 Unlimited - "No Limits", 1993.)
  - stihovi: Tihomir Borošak
4. "Rapsodija o tužnom vatrogascu" (2:04)
  - glazba: J. S.Bach - Ork. suita br.2 u B-molu, (BWV 1067); VII. Badinerie
5. "Pekara" (3:12)
  - glazba: J. Bouwens AKA G. Baker (The Baker Selection - "Una paloma blanca", 1975.)
  - stihovi: Tihomir Borošak
6. "Čičikita" (3:22)
  - glazba: B. Ulvaeus & B. Andersson (ABBA - "Chiquitita", 1978.)
  - stihovi: Tihomir Borošak
7. "Vatrogasna zabava" (3:14)
  - glazba: narodna
  - stihovi: Tihomir Borošak
8. "Rokenro" (2:55)
  - glazba: ?
  - stihovi: ?

## Izvođači
- Tihomir Borošak-Tiho: razni instrumenti
- Vladimir Pavelić-Bubi: vodeći vokal

## Vanjske poveznice
- Službene stranice sastava  Arhivirana inačica izvorne stranice od 22. srpnja 2010. (Wayback Machine)